# Let's Be Bad
Let's Be Bad je pátá epizoda amerického muzikálového televizního seriálu Smash. Epizoda se poprvé vysílala 5. března 2012 na televizní stanici NBC.

## Děj epizody
Karen (Katharine McPhee) vystupuje na vládním večírku. Napětí mezi Michaelem (Will Chase) a Juliou (Debra Messing) se zvyšuje. Eileen (Anjelica Huston) začíná spolupracovat s bývalým Tomovým asistentem Ellisem (Jamie Cepero). Ivyin (Megan Hilty) romantický vztah s Derekem (Jack Davenport) začíná mít první trhliny.

## Seznam písní
- "Let's Be Bad"
- "It's a Man's Man's Man's World"
- "A Song for You"

## Natáčení
Mezi vedlejší role, které se objevily v této epizodě patří Neal Bledsoe jako Tomův přítel John Goodwin, Will Chase jako herec Michael Swift, Leslie Odom mladší jako Ivyin kamarád ze sboru, Sam Strickland a Emory Cohen jako Leo Houston, syn Franka a Julie.
V této epizodě se objevila stejnojmenná píseň, kterou zpívala Megan Hilty a obsazení muzikálu Marylin. Coververze, které v tomto díle zazněly byly "It's a Man's Man's Man's World" původně od Jamese Browna, který v seriálu zpívala Katharine McPhee a "A Song for You" od Dannyho Hathawaye, kterou zazpíval Will Chase. Všechny tři písně byly vydány 5. března 2012 jako singly.

## Sledovanost
Epizoda zaznamenala 17% nárůst v ratingu na rozdíl od předchozí epizody. Měla rating 2,7/7 a v den vysílání ji sledovalo 7,76 milionů amerických diváků. Stala se také nejsledovanější epizodou ve svém vysílacím čase.